# Enicospilus bacillaris
Enicospilus bacillaris är en stekelart som beskrevs av Wang 1997. Enicospilus bacillaris ingår i släktet Enicospilus och familjen brokparasitsteklar. Inga underarter finns listade i Catalogue of Life.